# Farní sbor Slezské církve evangelické augsburského vyznání v Českém Těšíně
Farní sbor Slezské církve evangelické augsburského vyznání v Českém Těšíně-Na Nivách je sborem Slezské církve evangelické augsburského vyznání v Českém Těšíně. Sbor spadá pod Těšínsko-havířovský seniorát.
Sbor byl formálně ustaven roku 1928.
Bohoslužby se v něm konají převážně v polském jazyce, a to v českotěšínském kostele a v kapli v Ropici.